# Baby-sitter (album)
 (août 2022).
Si vous disposez d'ouvrages ou d'articles de référence ou si vous connaissez des sites web de qualité traitant du thème abordé ici, merci de compléter l'article en donnant les références utiles à sa vérifiabilité et en les liant à la section « Notes et références ».
Albums de Mahjun
Par les Temps qui courent
(1979) Un Homme sur deux, c'est une Femme
(1965)
Baby-sitter est un album de musique enregistré par Mahjun en 1980.

## Chansons
- Emmène-moi dans ta Rolls (Mahjun)
- Jamais si loin d'cette Fille (Mahjun)
- Baby-sitter (A. Allegue / Mahjun)
- Les Filles de la Ville' (Mahjun)
- J'aime bien les Rapides (A. Allegue / Mahjun)
- L'Electronique (T. Haupais / Mahjun)
- Jeune Homme normal (Mahjun)
- Hélèna' (T. Haupais / Mahjun)
- Sex-made Man (A. Allegue / Mahjun)
- Si t'habites avec tes Parents (T. Haupais / Mahjun)

## Musiciens
- Mahjun : Chant, violon électrique 5 cordes, mandoline électrique, guitare.
- Daniel Happel : Guitares, voix.
- François Duché : Synthétiseurs, orgues, pianos, voix.
- Pascal Riou : Batterie.
- Guy Cosson : Basse électrique.